# Mąkolice (województwo dolnośląskie)
Mąkolice – wieś położona w województwie dolnośląskim, w powiecie legnickim, w gminie Legnickie Pole.
Do 2024 r. miejscowość była przysiółkiem wsi Koiszków. W latach 1975–1998 miejscowość należała administracyjnie do województwa legnickiego.